# خيسوس غلاريا
خيسوس غلاريا جوردان (بالإسبانية: Jesús Glaría) (2 يناير 1942 - 19 سبتمبر 1978)، كان لاعب كرة قدم إسباني لعب لأتلتيكو مدريد وإسبانيول. تقاعد من لعبة كرة القدم في عام 1975، وبعد ثلاث سنوات، توفي في حادث سيارة مع ابنه.

## وصلات خارجية
- BDFutbol profile
- National team data نسخة محفوظة 7 أكتوبر 2010 على موقع واي باك مشين. (بالإسبانية)
- خيسوس غلاريا على موقع الاتحاد الدولي (مؤرشف)  (الإنجليزية)
- خيسوس غلاريا على موقع قاعدة بيانات كرة القدم.إي يو (الإنجليزية)
- خيسوس غلاريا على موقع ناشيونال فوتبول تيمز (الإنجليزية)
- RCD Espanyol archives (بالإسبانية)